# Großer Preis von Frankreich 1906

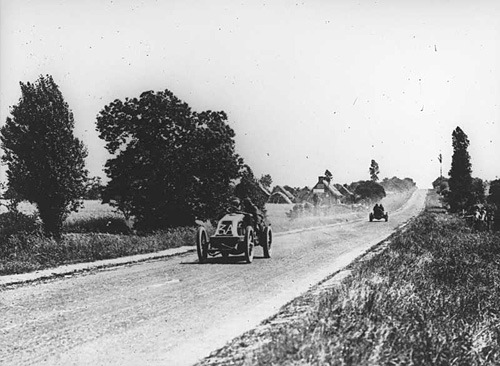
Ferenc Szisz bei seiner Siegesfahrt

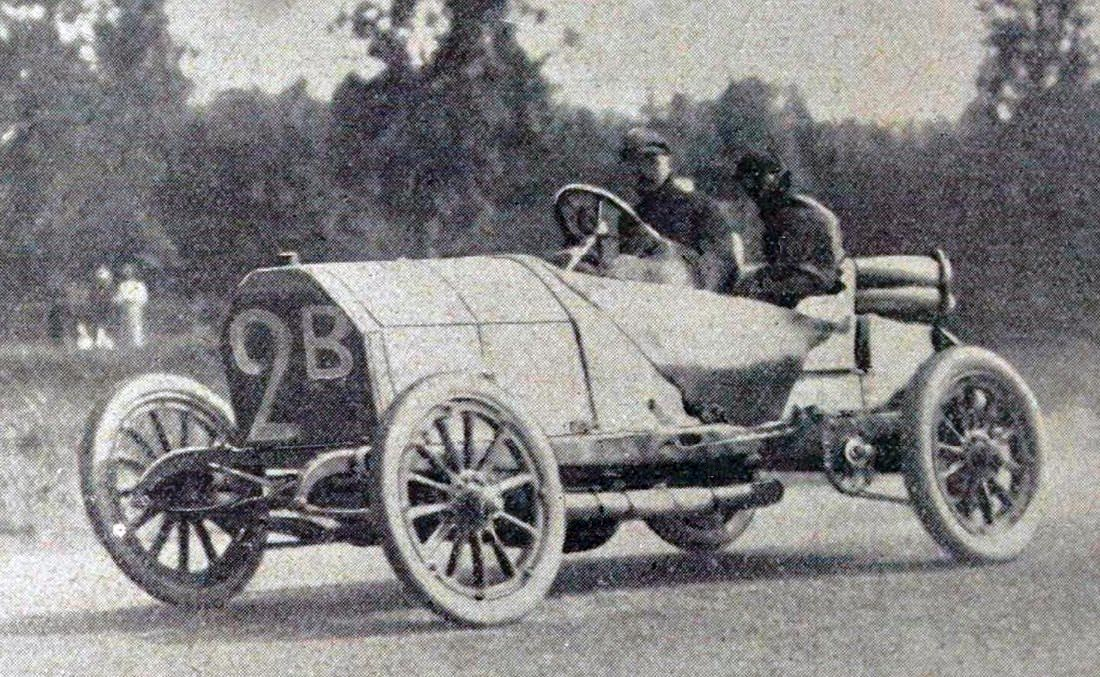
Der zweitplatzierte Felice Nazzaro

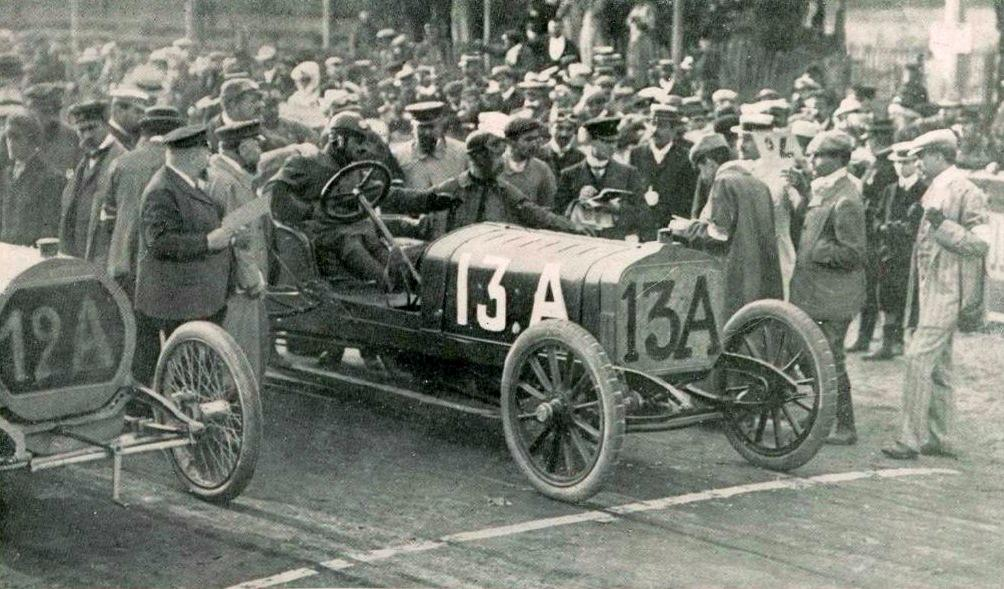
Der drittplatzierte Albert Clément beim Rennstart

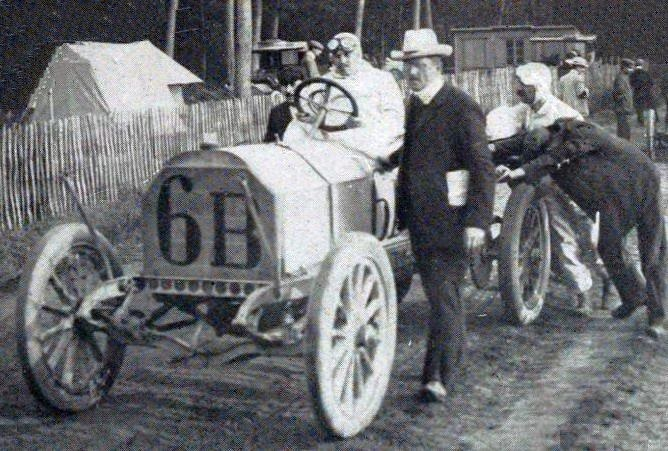
Gabriel Marieaux im Mercedes 120 vor dem Start

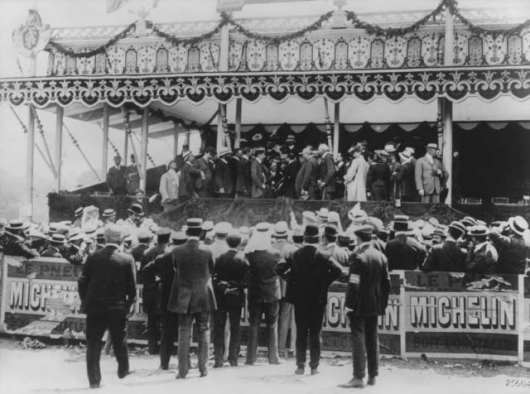
Die Siegerehrung

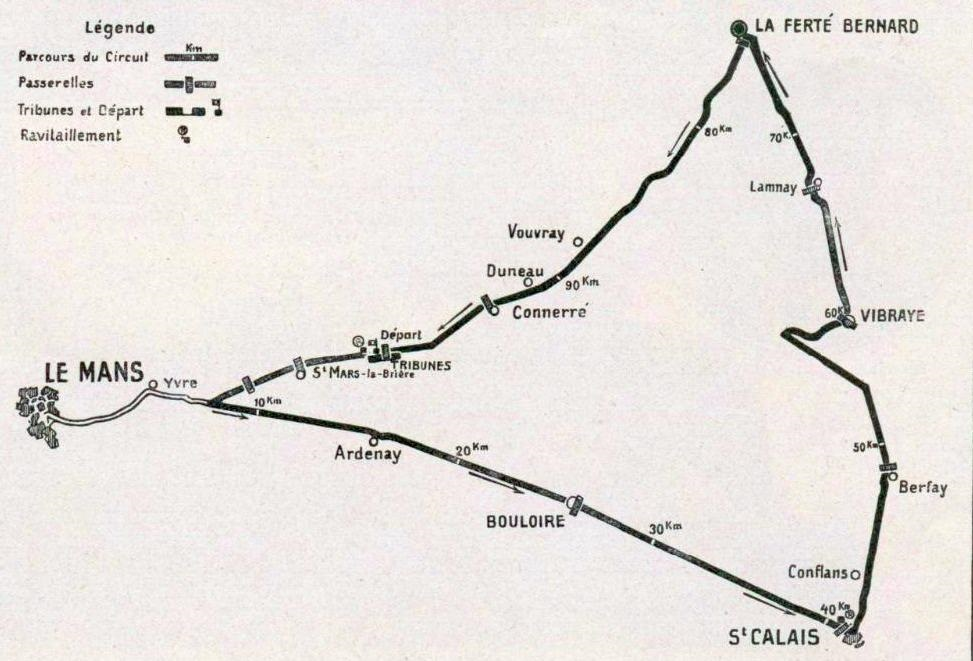
Die Streckenführung

Der erste Grand Prix de l’ACF fand am 26. und 27. Juni 1906 auf einem 103,18 km langen Dreieckskurs bei Le Mans statt. Das Rennen wurde gemäß der seit 1902 geltenden Rennformel (1000 kg Maximalgewicht plus 7 kg für Magnetzündung) über 2 × 6 Runden à 103,18 km ausgetragen, was einer Gesamtdistanz von 1238,16 km entsprach. Dabei wurde an jedem Renntag jeweils die Hälfte der Distanz absolviert.
Der französische Automobilclub ACF erklärte in den 1920er Jahren rückwirkend auch die „großen“ Stadt-zu-Stadt-Rennen der Frühzeit zwischen 1895 und 1905 zu Grands Prix. Durch diese bis heute beibehaltene Zählweise wurde die Veranstaltung von 1906 nachträglich zum offiziell IX. Grand Prix de l’A.C.F umbenannt. Sieger des Rennens wurde Ferenc Szisz auf Renault.

## Vorgeschichte
Nachdem die ersten Rennen von Stadt zu Stadt noch rein französische Veranstaltungen gewesen waren, hatte mit den ab 1900 ausgetragenen Rennen um den Gordon-Bennett-Cup (Coupe Internationale) die eigentliche Internationalisierung des Motorsports begonnen. Die französische Automobilindustrie, die zu dieser Zeit die weltweite Führungsrolle innehatte, sah sich jedoch durch die Bestimmungen des Cups stark benachteiligt, wonach jeder Automobilnation jeweils nur drei Startplätze zustanden. So hatten die aus diesem Grund erforderlichen innerfranzösischen Vorausscheidungs-Rennen (Eliminatoires) von 1904 und 1905 jeweils eine stärkere Besetzung aufgewiesen als die eigentlichen Hauptrennen, während gleichzeitig ausgerechnet Hauptkonkurrent Mercedes dank geschickter Auslegung des Reglements – jeweils drei ansonsten baugleiche Wagen wurden unter offizieller Bewerbung des Österreichischen Automobil-Clubs von der Wiener Tochtergesellschaft Austro-Daimler ins Rennen geschickt – als einzelner Hersteller jeweils gleich zwei vollständige Nationalteams stellen konnte.
So entschloss sich der Automobile Club de France als eigentlich austragungsberechtiger Verband des Gordon-Bennett-Cups für 1906, dieses Format nicht weiter zu unterstützen und stattdessen mit dem Rennen um den Grand Prix de l’ACF den ersten Großen Preis der Automobilgeschichte auszurichten. Zugelassen waren nun pro Automobilhersteller – unabhängig vom Herkunftsland – bis zu drei Rennwagen, wie es den Forderungen der französischen Automobilhersteller entsprach. Seinem Rang als bedeutendster aller automobilsportlichen Wettbewerbe entsprechend wurde das Rennen über eine Streckenlänge von über 1200 km und an zwei aufeinanderfolgenden Tagen angesetzt.

## Rennen
Zum Austragungsort für das erste Grand-Prix-Rennen der Geschichte wurde nach Zahlung einer ansehnlichen Summe aus den umliegenden Gemeinden mit dem Circuit de la Sarthe ein 103,18 km Rundkurs in der Nähe von Le Mans erkoren, der mit einer Gesamtdistanz von 1238,16 km an zwei Tagen insgesamt zwölfmal umrundet werden musste. Dabei wurden die Teilnehmer am ersten Tag wie in dieser Epoche üblich in festen Zeitabständen ins Rennen geschickt. Die Startzeit jedes Teilnehmers am zweiten Tag entsprach jedoch seiner am Vortag erzielten Gesamtzeit, so dass zum ersten Mal in einem bedeutenden Rennen der erste Wagen im Ziel automatisch auch der Gesamtsieger war.
Bei der Strecke handelte es sich um einen klassischen Dreieckskurs, bei dem jeweils drei scharfe Kurven durch mehr oder weniger gerade verlaufende Vollgas-Abschnitte verbunden wurden. Die Zuschauerbereiche in der Nähe der Ortschaften waren dabei nun größtenteils mit Zäunen und Palisaden von der Strecke abgetrennt, daher mussten anders als bei den meisten vorherigen Rennen die Ortsdurchfahrten auch nicht mehr neutralisiert werden. Bei Start und Ziel in Montfort wurde auch ein Boxenbereich eingerichtet, wo z. B. Benzin nachgefüllt, Reifen gewechselt oder andere Reparaturen vorgenommen werden konnten. Alle Arbeiten am Auto durften aber nur vom Fahrer selbst und dem mitfahrenden Mechaniker durchgeführt werden, und auch nur während des laufenden Rennens. Unmittelbar nach Zielankunft am ersten Tag wurden die Wagen daher zum ersten Mal in einen parc fermé verbracht, wo sie bis zum Neustart am nächsten Tag von offizieller Seite beaufsichtigt wurden.
Großes Problem solcher Überlandstrecken war damals regelmäßig (bei trockenen Verhältnissen) der von den Rennwagen aufgewirbelte Staub, durch den es für die nachfolgenden Teilnehmer zu gefährlichen Sichtbehinderungen kam. Als Vorkehrung dagegen hatten die Veranstalter die Strecke zuvor mit Teer präpariert, der nun allerdings aufgrund der großen Hitze selbst zum Problem wurde, weil der geschmolzene heiße Belag von den Rädern der vorausfahrenden Wagen in die Gesichter ihrer Verfolger geschleudert wurde. Wie bei früheren Rennen führten außerdem Steine auf der Strecke zu einer Unzahl von Reifenschäden. Aufgrund dieses Umstands erwies sich besonders eine Neuerung als rennentscheidend. Michelin hatte mit den jantes amovibles abnehmbare Felgenringe entwickelt, auf denen die Reifen schon vormontiert waren, und verschaffte auf diese Weise den damit ausgestatteten Wagen einen immensen Vorteil, zumal ja immer nur die Besatzung selbst am Auto Hand anlegen durfte. Die Zeit für einen Reifenwechsel konnte so von bisher 15 auf unter 4 Minuten gesenkt werden (die Räder selbst wurden als integraler Bestandteil der Wagen erachtet und durften daher nicht einfach als Ganzes gewechselt werden). Allerdings brachte das neue System ein Mehrgewicht von 9 kg pro Rad, so dass einige Teams angesichts des von der Rennformel vorgegebenen Maximalgewichts von 1007 kg notgedrungen darauf verzichten mussten (Panhard, Itala, Mercedes), oder wie im Fall von Renault und Clément-Bayard nur die besonders belasteten Hinterräder damit ausstatten konnten. Nur FIAT konnte das System an allen vier Rädern verwenden.
Für das Rennen hatten insgesamt zehn französische Automobilfirmen gemeldet und das Nenngeld von 5000 Francs entrichtet, dazu aus Italien FIAT und Itala sowie Mercedes aus Deutschland – alle mit den vom Reglement erlaubten drei Wagen pro Team. Britische Hersteller blieben dagegen mit der Begründung fern, die Veranstaltung sei nur eine Plattform für französische „Propaganda“, und ebenso waren auch keine Vertreter amerikanischer, belgischer oder Schweizer Firmen unter den 34 Teilnehmern.
Bei den Konstruktionen hatte sich unter der seit 1902 geltenden 1000-kg-Formel (1000 kg Maximalgewicht plus 7 kg für Magnetzündung) eine gewisse Konformität eingestellt. Alle Wagen besaßen Vierzylindermotoren von bis zu 18.000 cm³ Hubraum, wobei einige davon schon die Abkehr von seitengesteuerten Ventilen hin zu OHV-Motoren vollzogen hatten. Weitere konstruktive Unterschiede betrafen die Verwendung von Hoch- oder Niederspannungszündungen sowie Kardan- oder Kettenantrieb für die Hinterräder.
Zu Beginn des Rennens übernahm zunächst Paul Baras auf Brasier die Führung und kurzzeitig lag sein unter einem Pseudonym fahrende Teamkollege „Pierry“ (Gaby Huguet) sogar auf Platz 2. In der dritten Runde wurde Baras jedoch von dem Renault-Fahrer Ferenc Szisz überholt, einem gebürtigen Ungarn, der bei den Städterennen von 1902 und 1903 noch als Mechaniker bei Louis Renault mit an Bord gewesen war. Die Übernahme der Führungsposition hatten Szisz und sein Mechaniker insbesondere ihren sensationell schnellen Reifenwechseln – angeblich insgesamt 19 an der Zahl – zu verdanken, von denen einer sogar in unter zwei Minuten erfolgt sein soll. Szisz behielt daraufhin die Führung für den Rest des Tages bei und gab sie auch am Folgetag nicht mehr ab. Nachdem er bis dahin mit Spitzengeschwindigkeiten von bis zu 154 km/h unterwegs gewesen war, war trotz der Beschädigung einer Radaufhängung in der insgesamt zehnten Runde sein Vorsprung von über 30 Minuten groß genug, dass er die letzten Runden mit vorsichtiger Fahrweise überstehen und die 45.000 Francs Preisgeld gewinnen konnte. Insgesamt erreichte er dabei einen Durchschnitt von 103,18 km/h bei einer Gesamtzeit von 12:12:07,0 Stunden. Dahinter gelang es Fiat-Fahrer Felice Nazzaro in der vorletzten Runde noch, den Clément-Bayard mit Firmengründer Albert Clément persönlich am Steuer – als einziger Wagen des Teams nicht mit den abnehmbaren Felgen ausgerüstet – noch den zweiten Rang zu entreißen, obwohl dieser zwischendurch 23 Minuten Vorsprung herausgefahren hatte. Jules Barillier auf Brasier wurde Vierter, Panhard und vor allem Mercedes endeten dagegen weit abgeschlagen. Über vier Stunden nach dem Sieger erreichte schließlich auch der elfte und letzte von 32 gestarteten Teilnehmern das Ziel (ein Wagen war schon am Start nicht in Gang gekommen, ein weiterer vor dem Rennen wegen Überschreitung des Gewichtslimits zurückgezogen worden).

## Ergebnisse

### Meldeliste
| Team                                                | Nr. | Fahrer                               | Info  | Chassis                   | Motor                       | Reifen |
| --------------------------------------------------- | --- | ------------------------------------ | ----- | ------------------------- | --------------------------- | ------ |
| Société Lorraine des anciens Éts. De Dietrich & Cie | 01A | Fernand Gabriel                      |       | Lorraine-Dietrich Type EX | Lorraine-Dietrich 17.2L I4  |        |
| Société Lorraine des anciens Éts. De Dietrich & Cie | 01B | Henri Rougier                        |       | Lorraine-Dietrich Type EX | Lorraine-Dietrich 17.2L I4  |        |
| Société Lorraine des anciens Éts. De Dietrich & Cie | 01C | Arthur Duray                         |       | Lorraine-Dietrich Type EX | Lorraine-Dietrich 17.2L I4  |        |
| F.I.A.T.                                            | 02A | Vincenzo Lancia                      |       | Fiat 130 HP               | Fiat 16.3L I4               | M      |
| F.I.A.T.                                            | 02B | Felice Nazzaro                       |       | Fiat 130 HP               | Fiat 16.3L I4               | M      |
| F.I.A.T.                                            | 02C | Aldo Weill-Schott                    |       | Fiat 130 HP               | Fiat 16.3L I4               | M      |
| Renault Frères                                      | 03A | Ferenc Szisz                         |       | Renault AK                | Renault 12.9L I4            | M      |
| Renault Frères                                      | 03B | „Edmond“                             |       | Renault AK                | Renault 12.9L I4            | M      |
| Renault Frères                                      | 03C | Claude Richez                        |       | Renault AK                | Renault 12.9L I4            | M      |
| Société A Darracq                                   | 04A | Victor Hémery                        |       | Darracq 120hp             | Darracq 15.3L I4            | C      |
| Société A Darracq                                   | 04B | Louis Wagner                         |       | Darracq 120hp             | Darracq 15.3L I4            | C      |
| Société A Darracq                                   | 04C | René Hanriot                         |       | Darracq 120hp             | Darracq 15.3L I4            | C      |
| Automobiles Brasier                                 | 05A | Paul Baras                           |       | Brasier 105hp             | Brasier 12.9L I4            | M      |
| Automobiles Brasier                                 | 05B | Jules Barillier                      |       | Brasier 105hp             | Brasier 12.9L I4            | M      |
| Automobiles Brasier                                 | 05C | „Pierry“ a                           |       | Brasier 105hp             | Brasier 12.9L I4            | M      |
| Daimler-Motoren-Gesellschaft                        | 06A | Camille Jenatzy „Alexander Burton“ b |       | Mercedes 120 PS           | Mercedes 16.1L I4           | C      |
| Daimler-Motoren-Gesellschaft                        | 06B | Gabriel Marieaux                     |       | Mercedes 120 PS           | Mercedes 16.1L I4           | C      |
| Daimler-Motoren-Gesellschaft                        | 06C | Vincenzo Florio                      |       | Mercedes 120 PS           | Mercedes 16.1L I4           | C      |
| Société Gobron-Brillié                              | 07A | Louis Rigolly                        |       | Gobron-Brillié 110CV      | Gobron-Brillié 13.6L I4     |        |
| Fabbrica Automobili Itala                           | 08A | Alessandro Cagno                     |       | Itala 120hp               | Itala 14.8L I4              |        |
| Fabbrica Automobili Itala                           | 08B | Maurice Fabry                        |       | Itala 120hp               | Itala 14.8L I4              |        |
| Fabbrica Automobili Itala                           | 08C | Pierre de Caters                     |       | Itala 120hp               | Itala 14.8L I4              |        |
| Grégoire et Cie                                     | 09A | Paul Tavenaux                        | DNA   | Grégoire 70hp             | Grégoire 8.0L I4            |        |
| Grégoire et Cie                                     | 09B | Xavier Civelli de Bosch              |       | Grégoire 70hp             | Grégoire 8.0L I4            |        |
| Automobiles Panhard et Levassor                     | 10A | George Heath                         |       | Panhard 130               | Panhard & Levassor 18.3L I4 |        |
| Automobiles Panhard et Levassor                     | 10B | Henri Tart                           |       | Panhard 130               | Panhard & Levassor 18.3L I4 |        |
| Automobiles Panhard et Levassor                     | 10C | Georges Teste                        |       | Panhard 130               | Panhard & Levassor 18.3L I4 |        |
| Automobiles Vulpès                                  | 11A | Gaston Charles Barriaux              | EXC c | Vulpès                    | Vulpès 15.3L I4             |        |
| Hotchkiss et Cie                                    | 12A | Hubert Le Blon                       |       | Hotchkiss HH              | Hotchkiss 16.3L I4          |        |
| Hotchkiss et Cie                                    | 12B | Jean Salleron                        |       | Hotchkiss HH              | Hotchkiss 16.3L I4          |        |
| Hotchkiss et Cie                                    | 12C | Elliott Fitch Shepard                |       | Hotchkiss HH              | Hotchkiss 16.3L I4          |        |
| Établissements Clément-Bayard                       | 13A | Albert Clément                       |       | Clément-Bayard 100hp      | Clément-Bayard 12.9L I4     |        |
| Établissements Clément-Bayard                       | 13B | Marc-Philippe Villemain              |       | Clément-Bayard 100hp      | Clément-Bayard 12.9L I4     |        |
| Établissements Clément-Bayard                       | 13C | „de la Touloubre“                    |       | Clément-Bayard 100hp      | Clément-Bayard 12.9L I4     |        |

### Startreihenfolge
Die Teilnehmer wurden in der Reihenfolge 1A – 2A – 3A – 4A – 5A – 6A – 7A – 8A – (9A) – 10A – (11A) – 12A – 13A – 1B – 2B – 3B usw. einzeln in festen Zeitabständen ins Rennen geschickt.

### Rennergebnis
| Pos. | Fahrer                             | Konstrukteur      | Runden | Stopps | Zeit          | Start | Schnellste Runde | Ausfallgrund         |
| ---- | ---------------------------------- | ----------------- | ------ | ------ | ------------- | ----- | ---------------- | -------------------- |
| 01   | Ferenc Szisz                       | Renault           | 12     |        | 12:14:07,4 h  |       |                  |                      |
| 02   | Felice Nazzaro                     | F.I.A.T.          | 12     |        | + 32:19,4 min |       |                  |                      |
| 03   | Albert Clément                     | Clément-Bayard    | 12     |        | + 35:39,2 min |       |                  |                      |
| 04   | Jules Barillier                    | Brasier           | 12     |        | + 1:38:53,0 h |       |                  |                      |
| 05   | Vincenzo Lancia                    | F.I.A.T.          | 12     |        | + 2:08:04,0 h |       |                  |                      |
| 06   | George Heath                       | Panhard           | 12     |        | + 2:33:38,4 h |       |                  |                      |
| 07   | Paul Baras                         | Brasier           | 12     |        | + 3:01:43,0 h |       | 52:25,4 min      |                      |
| 08   | Arthur Duray                       | Lorraine-Dietrich | 12     |        | + 3:11:54,6 h |       |                  |                      |
| 09   | „Pierry“                           | Brasier           | 12     |        | + 4:01:00,6 h |       |                  |                      |
| 10   | Camille Jenatzy „Alexander Burton“ | Mercedes          | 12     |        | + 4:04:35,8 h |       |                  |                      |
| 11   | Gabriel Marieaux                   | Mercedes          | 12     |        | + 4:34:44,4 h |       |                  |                      |
| —    | Henri Rougier                      | Lorraine-Dietrich | 10     |        | DNF           |       |                  | Reifenschaden        |
| —    | Claude Richez                      | Renault           | 8      |        | DNF           |       |                  | Unfall               |
| —    | Elliott Fitch Shepard              | Hotchkiss         | 7      |        | DNF           |       |                  | Rad verloren         |
| —    | Victor Hémery                      | Darracq           | 7      |        | DNF           |       |                  | Motorschaden         |
| —    | Louis Rigolly                      | Gobron-Brillié    | 7      |        | DNF           |       |                  | Kühlerschaden        |
| —    | Georges Teste                      | Panhard           | 6      |        | DNF           |       |                  | Unfall               |
| —    | Edmond Morelle                     | Renault           | 5      |        | DNF           |       |                  | Fahrer verletzt      |
| —    | Aldo Weill-Schott                  | F.I.A.T.          | 5      |        | DNF           |       |                  | Unfall               |
| —    | Vincenzo Florio                    | Mercedes          | 5      |        | DNF           |       |                  | Rad verloren         |
| —    | Albert Villemain                   | Clément-Bayard    | 4      |        | DNF           |       |                  | Rad verloren         |
| —    | Hubert Le Blon                     | Hotchkiss         | 4      |        | DNF           |       |                  | Rad verloren         |
| —    | Henri Tart                         | Panhard           | 4      |        | DNF           |       |                  | Aufhängungsschaden   |
| —    | „de la Touloubre“                  | Clément-Bayard    | 3      |        | DNF           |       |                  | Getriebeschaden      |
| —    | Jean Salleron                      | Hotchkiss         | 2      |        | DNF           |       |                  | Unfall               |
| —    | Louis Wagner                       | Darracq           | 2      |        | DNF           |       |                  | Motorschaden         |
| —    | Alessandro Cagno                   | Itala             | 2      |        | DNF           |       |                  | Kühlerschaden        |
| —    | Pierre de Caters                   | Itala             | 1      |        | DNF           |       |                  | Rad verloren         |
| —    | Fernand Gabriel                    | Lorraine-Dietrich | 1      |        | DNF           |       |                  | Kolbenstangenschaden |
| —    | Maurice Fabry                      | Itala             | 1      |        | DNF           |       |                  | Unfall               |
| —    | Xavier Civelli de Bosch            | Grégoire          | 1      |        | DNF           |       |                  | Kühlerschaden        |
| —    | René Hanriot                       | Darracq           | 1      |        | DNF           |       |                  | Motorschaden         |